# Ingenieurschule für Maschinenwesen
Die Ingenieurschule für Maschinenwesen war eine 1892 gegründete technische Bildungseinrichtung (Fachschule) in Darmstadt.

## Geschichte
Im Jahr 1892 wurde eine erweiterte Handwerkerschule gegründet. Träger war der Gewerbeverein Darmstadt. 1898 wurde die Handwerkerschule in eine Städtische Gewerbeschule umgewandelt. Die Gewerbeschule hatte unter anderem auch eine Abteilung für Maschinenbau.
Die Maschinenbauabteilung wurde im Jahr 1919 als Städtische Maschinenbauschule – nach dem Vorbild der preußischen Maschinenbauschulen – ausgegliedert. Im Jahr 1925 wurde die Städtische Maschinenbauschule zur Höheren Maschinenbauschule ausgebaut und verselbstständigt. Gleichzeitig wurde die Ausbildung der Maschinenbauer von vier auf fünf Semester verlängert.
Im Mai 1934 wurde die Maschinenbauschule in Höhere Technische Lehranstalt für Maschinenwesen umbenannt und es wurde auch eine Studienaufnahme im Sommersemester möglich. Im Jahr 1939 wurde die Schule in Städtische Ingenieurschule Darmstadt umbenannt. Die Ingenieurschule war seit dem Jahr 1923 im Gebäude der ehemaligen Bank für Handel und Industrie untergebracht.
Im Jahr 1943 wurde die Schule geschlossen. Bei einem Luftangriff im Jahr 1944 wurde das Gebäude der Ingenieurschule schwer beschädigt. Nach der Teilzerstörung des Schulgebäudes wurden die Studierenden in sehr beengten Verhältnissen, verteilt auf mehrere Standorte in Darmstadt, untergebracht.
Nach dem Kriegsende wurde die Ingenieurschule wiederaufgebaut und um eine Elektrotechnikabteilung erweitert. Im April 1948 wurden die ersten Elektroingenieure graduiert. Im Juli 1951 wurde eine Lehrwerkstatt für die Verarbeitung thermoplastischer Kunststoffe eröffnet.
1955 wurde das Studium von fünf auf sechs Semester verlängert. Gleichzeitig wurde das Lehrangebot um die Fachgebiete Elektrische Energietechnik und Nachrichtentechnik erweitert. 1958 wurde die Ingenieurschule in staatliche Trägerschaft übernommen. Im Jahr 1959 wurde die Fachabteilung für Kunststofftechnik gegründet. Anfang der 1960er Jahre wurde das Lehrangebot um das Fachgebiet Automatisierungstechnik erweitert.
Im Jahr 1965 wurde die Ingenieurschule in das neugebaute Hochhaus an der Schöfferstraße umgesiedelt.
Dieses Hochhaus ist bis heute das höchste Gebäude in Darmstadt. Ab 1966 konnte man an der Ingenieurschule den Ingenieurgrad für Kunststofftechnik erlangen.
Im August 1971 ging die Ingenieurschule in den Fachbereichen Elektrotechnik, Maschinenbau und Kunststofftechnik der Fachhochschule Darmstadt auf.